# خواجه علی موفق بغدادی
خواجه علی موفق از اولیاءالله هرات است.

## تولد
تاریخ تولد وی در جائی درج نشده، اما تولد او در عراق واقع شده‌است.

## ۷۴ حج
خواجه علی بن موفق بغدادی از مشایخ عراق و از هم صحبتان ذوالنون مصری بوده‌است.
روایت است که وی هشتاد و چهار بار به خانه خدا رفته‌است.

## احترام به او
روایت دیگری است که خواجه عبدالله انصاری هر گاه از کنار مرقد این شیخ می‌گذشت به رسم احترام از اسب خود پیاده می‌شد.

## وفات
خواجه علی بن موفق بغدادی در سال ۲۶۵ هجری در هرات وفات نموده و مزارش در مناطق مرکزی شهر هرات روبروی ریاست اطلاعات و فرهنگ واقع شده‌است. می‌گویند افرادی قصد داشتند شب هنگام جسد وی را بدزدند و به بغداد ببرند که موفق به این کار نشدند.